# بیا بریم
بیا بریم (انگلیسی: Let's Go) یک فیلم کمدی صامت کوتاه به کارگردانی آلفرد جی. گلدینگ است که در سال ۱۹۱۸ منتشر شد.

## بازیگران
- هارولد لوید
- اسناب پالرد
- ببه دنیلز
- سمی بروکس
- لایج کانلی
- جیمز پروت
- گاس لئونارد
- دوروثیا والبرت
- گلدا مدن